# Système moldave officiel de translittération des caractères cyrilliques
Le système moldave officiel de translittération des caractères cyrilliques a été adopté par le Parlement de Moldavie (alors qu'elle faisait encore partie de l'Union des républiques socialistes soviétiques) le 31 août 1989 par la loi no 3462 visant le retour de la langue moldave à la graphie latine, publiée au Bulletin officiel no 9 (N-3462-XI) de cette même année.
Dans ce système, les lettres cyrilliques utilisées en roumain / moldave sont translittérées de la façon suivante en alphabet latin :
| А A                        | Б B  | В V | Г G, mais Gh devant e ou i       | Д D | Е E | Ж J       | Ӂ Ge ou Gi, mais G devant e ou i | З Z  | И I  | Й I |
| К C, mais Ch devant e ou i | КС X | Л L | М M                              | Н N | О O | П P       | Р R                              | С S  | Т T  | У U |
| Ф F                        | Х H  | Ц Ț | Ч Ce ou Ci, mais C devant e ou i | Ш Ș | Ы Î | Ь final I | Э Ă                              | Ю Iu | Я Ea |     |

Ce système de translittération a été adopté pour les textes roumains / moldaves écrits entre 1938 et 1989, lorsque à la suite du décret soviétique du 27 février 1938, ils avaient été transcrits en alphabet cyrillique russe (différent de l'ancien cyrillique roumain utilisé jusqu'au XIXe siècle en Moldavie). Il est depuis 1989 couramment utilisé pour les textes roumains / moldaves publiés en Transnistrie, région sécessionniste de la Moldavie à majorité russophone, où le roumain / moldave continue à être officiellement écrit en caractères cyrilliques russes, comme avant 1989.
Depuis la promulgation de cette loi, le 31 août est jour férié en Moldavie (sauf en Transnistrie) : c'est la « Fête de la langue ».
En revanche, ce système ne s'applique pas :
- aux noms originaires des langues écrites en caractères latins dont l'orthographe authentique « a la priorité » (par exemple James Bond, Saskatchewan, Bordeaux et Washington – et non Geims Bond, Sascaceoan, Bordo ou Oașington).
- aux citations et noms russes, biélorusses et ukrainiens inclus dans des textes en roumain / moldave dont la translittération est en partie différente (exemple : Alexandru Plămădeală pour « Александру Плэмэдялэ », mais Aleksandr Soljenițîn pour « Александр Солженицын ») :

| А A | Б B   | В V | Г G, mais Gh devant e ou i                | Д D | Е E                                          | Ё Io | Ж J       | З Z | И I  | Й I                          |
| К K | КС Ks | Л L | М M                                       | Н N | О O                                          | П P  | Р R       | С S | Т T  | У U                          |
| Ф F | Х H   | Ц Ț | Ч Ci, mais Ce devant a et C devant e ou i | Ш Ș | Щ Şci, mais Şce devant a et Şc devant e ou i | Ы Î  | Ь final I | Э E | Ю Iu | Я Ia, mais Ea après consonne |

Faute de connaître le système moldave officiel de translittération des caractères cyrilliques, certains bibliothécaires, cartographes et traducteurs d’avant 1989 utilisaient la translittération de la langue russe, rendant incompréhensibles les textes, toponymes et anthroponymes moldaves ; cette difficulté a en grande partie disparu depuis qu'en 1989 le Soviet suprême de la Moldavie soviétique a adopté pour le « moldave » l’alphabet latin, mais perdure lorsque les sources utilisées sont antérieures à 1989.